# Leipalingis
Leipalingis è una località della Lituania, situata nella contea di Alytus.